# Andrena dzynnanica
Andrena dzynnanica är en biart som beskrevs av Popov 1949. Andrena dzynnanica ingår i släktet sandbin, och familjen grävbin. Inga underarter finns listade i Catalogue of Life.